# 송정여자중학교
송정여자중학교(松亭女子中學校)는 대한민국 경상북도 구미시 송정동에 있는 공립 중학교이다.

## 학교 연혁
- 1987년 12월 6일 : 송정여자중학교 설립인가
- 1988년 3월 1일 : 개교 (1학년 8학급 편성)
- 1991년 2월 12일 : 제1회 졸업식(392명)
- 1997년 2월 14일 : 교지 "송향" 창간호 발행
- 2005년 7월 21일 : 송락관(급식소) 개관
- 2007년 10월 10일 : 송향도서관 개관
- 2009년 7월 3일 : 송락관(다목적 강당) 증축
- 2012년 8월 13일 : 과학실 현대화 사업
- 2013년 3월 1일 : 선진형 교과교실제 운영
- 2017년 3월 2일 : 학교운동부(펜싱부) 창단
- 2023년 9월 1일 : 제19대 정경미 교장 취임
- 2024년 2월 8일 : 제34회 졸업식(졸업생 166명, 계 12,565명)
- 2024년 3월 4일 : 제37회 입학식(신입생 185명)

## 참고 자료
- 송정여자중학교 - 한국교육학술정보원 학교알리미